# Gnorismoneura chyta
Gnorismoneura chyta es una especie de polilla del género Gnorismoneura, tribu Archipini, familia Tortricidae. Fue descrita científicamente por Razowski en 2008.

## Distribución
La especie se distribuye por Vietnam.